# 牛若丸 (童謡)
牛若丸（うしわかまる）は童謡の一つ。
源義経（牛若丸）と武蔵坊弁慶の京都五条大橋での出会いを歌ったもの。
（ただし義経記によれば2人の出会いは清水観音の境内）。

## 概要
作詞者・作曲者ともに不詳。初出は明治44年5月「尋常小学唱歌（一）」。

## 歌詞
1. 京の五条の橋の上　大のおとこの弁慶は　長い薙刀ふりあげて　牛若めがけて切りかかる
2. 牛若丸は飛び退いて　持った扇を投げつけて　来い来い来いと欄干の　上へあがって手を叩く
3. 前やうしろや右左　ここと思えば　またあちら　燕のような早業に　鬼の弁慶あやまった